# Historia de la educación en Honduras
La educación en el territorio de la actual república de Honduras, según la historia, se inició desde periodos precolombinos con la cultura Maya, la cual se basaba en estudios con matemáticas, astronomía, música, arquitectura, un sistema de escritura (jeroglífica) y la gastronomía a base de maíz, frutas y pescado; arquitectura y un sistema de escritura.
Durante la conquista y luego colonización española, la educación cambió radicalmente, ya que fueron los frailes misioneros los primeros encargados en propagar tanto el cristianismo, como luego la implementación del idioma español y la traducción, construyéndose escuelas dirigidas particularmente para criollos e hijos de peninsulares en un comienzo. En el siglo XIX y con la formación y creación del Estado de Honduras en 1821, se crearon las primeras escuelas de letras, asimismo la primera escuela militar en 1831 y una prueba de universidad desde 1845 hasta su formación oficial en 1847.
En la Constitución de Honduras de 1982 emitida mediante Decreto n.º 131 de Asamblea Nacional Constituyente y publicada en el Diario oficial La Gaceta se declara a la educación como derecho de todo hondureño.

## sigloXVI
En 1502 es la llegada de Cristóbal Colón a las costas hondureñas, fundándose así el lugar de Punta Caxinas, hoy Trujillo. Luego de este episodio, los conquistadores y colones españoles se apoderarían del territorio, trayendo consigo a los sacerdotes, freiles y monjes de las órdenes Franciscanas, Jesuitas y Mercedarias con el fin de evangelizar a los pueblos indígenas y darles educación básica, enseñándoles el idioma (castellano) español.
En 1540, el rey de España, Carlos I, envía una carta al Gobernador de Honduras ordenándole que establezca una hora y lugar en cada uno de los poblados de la provincia para que los indios se instruyesen en la doctrina católica. Atento a las órdenes reales, Cristóbal de Pedraza, obispo de Honduras, funda la primera escuela en el territorio en el pueblo de Gracias a Dios -hoy en día Gracias, Lempira-, en el año de 1547. En 1564, Fray Geronimo de Corella, otro obispo de Honduras, funda el primer colegio en la provincia, junto a una cátedra de gramática. Tanto la escuela de Pedraza, como el colegio de Corella, eran instituciones religiosas dedicadas a enseñar a los nativos las doctrinas católicas y costumbres europeas y aunque se tratasen de iniciativas de individuos, respondían a las políticas evangelizadoras de los indios que promulgaba la corona española.

## SigloXVII
El siglo XVII presentaría un avance significativo en la consolidación de las instituciones educativas en la provincia de Honduras. Parte de esta iniciativa estaría impulsada por una cédula de Felipe II, en la cual ordenaba a sus súbditos coloniales apegarse a lo dictado por el Concilio de Trento y fundar colegios seminarios para el entrenamiento de sacerdotes; esta ley fue expedida el 2 de junio de 1592 y posteriormente codificada en la Ley I, del Título XXIII, del Libro I de la Recopilación de las Leyes de las Indias. Respondiendo a esta nueva política, el Rey de España ordena a Alonso Criado de Castilla, presidente de la Audiencia de Guatemala, fundar una cátedra de gramática en el sitio de la catedral de la provincia de Honduras (Comayagua), recayendo esta responsabilidad sobre Gaspar de Andrada, el obispo.
Las instituciones de educación superior en la Audiencia de Guatemala iniciarían su curso con la fundación del Colegio de San Lucas en 1646. En esta institución estudiaría un religioso hondureño llamado Juan Cerón, quien desarrollaría su carrera docente en importantes instituciones educativas mexicanas. En 1676, se funda la Universidad de San Carlos de Borromeo, centro de enseñanza superior por excelencia en la Audiencia de Guatemala. En 1679, la Real Audiencia de Guatemala, ordena a los obispos de Honduras y Nicaragua fundar un colegio seminario en la ciudad en donde estaba asentada su catedral, concretándose esto con la creación del Colegio Seminario de San Agustín en ese mismo año, posteriormente llamado Colegio Tridentino de Comayagua.

## SigloXVIII
En el siglo XVIII, la dinastía de los monarcas Borbones darían un fuerte impulso a la educación, ordenando que en todas sus provincias se fundasen escuelas de primeras letras. En Honduras, las primeras escuelas de primeras letras comenzarían a aparecer a finales del siglo, en la década de 1770.  
En 1779 es fundada la primera escuela en la Villa de san Miguel de Heredia de Tegucigalpa.

## Siglo XIX
A pesar de las constantes ordenanzas de los monarcas españoles por establecer escuelas de primeras letras, la condición económica de la provincia de Honduras evitaba que los centros educativos funcionasen efectivamente. Un ejemplo de esto es cuando Juan Antonio de Tornos rinde su informe anual a la corona en 1816, declarando que no había encontrado escuela de primeras letras en funcionamiento y que él había fundado uno de acuerdo a las reales órdenes. Ese mismo año, Narciso Mallol, el alcalde mayor de Tegucigalpa, recibe provisión del Rey de España ordenándole que funde una escuela de primeras letras, al no existir una en esa jurisdicción.
En 1821, Honduras y los demás países centroamericanos declaran su independencia del Imperio Español y meteóricamente se unen al Imperio Mexicano de Agustín de Iturbide; seguidamente se conforman como una Federación de Estados Centroamericanos y luego, en 1822, se declaran Estados independientes. En el mismo año, Dionisio de Herrera es electo como el Primer Jefe Supremo del Estado de Honduras. Herrera había sido graduado de Abogado por la Universidad de San Carlos de Borromeo en Guatemala. Los destinos de los hondureños estaban posteados en la Primera Constitución Política, en la cual basaba que la educación era un derecho.     
En la Constitución de la República Federal de Centroamérica de 1824 se establecía en el artículo 69, del Título 4, que era responsabilidad del Congreso Federal dirigir la educación y dictar sus políticas. Posteriormente, en la Constitución del Estado de Honduras de 1825, se le otorga el destino de la educación al poder legislativo.
Francisco Morazán Quezada, presidente de la República Federal de Centroamérica de 1830 a 1838, emitió varios decretos en los cuales plasmó su pensamiento acerca de la educación. En decreto del 9 de junio de 1830, Morazán consideró que el objetivo de la educación pública debería de ser formar a los ciudadanos de la república para que estos dirigiesen el Estado de la mejor manera; mientras que en decreto del 1 de marzo de 1832, planteó que la educación debía de ser en tres niveles: una primera para preparar al infante para su entrada a la sociedad, una segunda que preparase a la juventud para su vida civil y una tercera que habilitase a los hombres a ejercer profesiones.

### Educación laica
En el artículo 24 de la Constitución Política de 1880 se establece que la educación sea laica, en tal sentido, separándose de la iglesia y poniéndose a disposición del Estado.

### Escuela Militar de Honduras
Antes de la independencia de Honduras, no existían escuelas militares en el país, la primera lo hizo en 1831 y el Cuartel San Francisco pasa a ser sede de la primera Escuela Militar de Honduras, nombrándose como primer director al coronel Narciso Benítez, de nacionalidad colombiana. En ella se gradúa el general José Santos Guardiola, quien posteriormente sería presidente de Honduras, durante dos periodos presidenciales consecutivos hasta su asesinato en 1862.

### Fundación de la Universidad
El Cuartel San Francisco deja de ser la escuela militar en 1845 y pasa a ser la sede de la Sociedad del Genio Emprendedor y del Buen Gusto en Tegucigalpa, siendo nombrado el presbítero José Trinidad Reyes rector. La sociedad era una especie de centro de estudios superiores, se podría decir que una prueba para llegar a convertirse en una universidad.
El gobierno del General Coronado Chávez mediante Decreto elevó a la Sociedad del Genio Emprendedor y del Buen Gusto y pasó a llamarla Academia Literaria de Tegucigalpa.
Durante la administración del presidente Juan Lindo, quien mediante decreto funda la Universidad Central de Tegucigalpa, en 1847. Esta fue inaugurada en solemnes actos en la iglesia de San Francisco en Tegucigalpa, con presencia del presidente Lindo, el obispo de Honduras Monseñor Francisco de Paula Campoy y Pérez y el primer rector del alma mater el Presbítero José Trinidad Reyes.
Entre los años de 1873 a 1874 el gobierno hondureño destinaba US$ 720 dólares a la educación, en su mayoría era a la Universidad Nacional.
Un enorme paso en la educación en Honduras fue dentro de la "reforma liberal" implementada por el doctor Marco Aurelio Soto, debido a que entre 1877 a 1878, las Escuelas de primeras letras para niños a cuyo caso, escuelas primarias, aumentó de las existentes 274 a 309 a nivel nacional, y el número de alumnos pasó de 9,123 a 10,978. El de las escuelas para niñas pasó de 21 en el año de 1877 a ser 55 en 1878; incrementándose el número de alumnos en estos dos años de 812 a 2,093.
Antes de finalizar el siglo XIX, otro gobierno visionario del Doctor Marco Aurelio Soto, reorganiza la universidad central. Este manda a que se creen las facultades de Medicina y cirugía, de Farmacia y Derecho, entre otras, y cambia el nombre a Universidad Nacional de Honduras.El 3 de abril de 1879 funda la Universidad Nacional de Occidente, con asiento en Santa Rosa de Copán.

### Centros de educación fundados en elsigloXIX
- 17 de marzo de 1857: La Municipalidad de Tegucigalpa, cede el viejo Convento de la Merced para que funcione la Universidad Nacional de Honduras, es abierta la carrera de Derecho.
- 1861: Se funda una Universidad en Juticalpa, Olancho en la que el rector es el licenciado Santiago Cerna Cerrato.[7]
- 1865: Mediante artículo n.º 24 de la Constitución Política de 1865 siendo presidente el General José María Medina Castejón se ordena la creación de las Escuelas Primarias de Educación Integral. Es de hacer mención que las escuelas eran de varones y de niñas, no mixtas.
- 1866: Abre sus puertas el Colegio San Norberto en Trujillo bajo la dirección del señor Manuel Fleury.
- 22 de diciembre de 1867: Es fundado en Tegucigalpa, el Liceo de Nuestra señora de Guadalupe siendo el director el Licenciado Mario Zanetti.
- 3 de agosto de 1869: Es fundado en La Paz el Liceo de Nuestra señora de La Paz bajo la dirección del Licenciado Julían Cruz.
- 8 de octubre de 1874: Es fundado mediante Decreto gubernamental el Instituto Científico de San Carlos en Santa Rosa de Copán, durante la presidencia de Ponciano Leiva, actualmente es el Instituto Álvaro Contreras.
- 1875: fundado el Instituto La Independencia en Santa Bárbara
- 13 de diciembre de 1877: Es ordenado la creación de Escuelas destinadas para la formación de señoritas, en un principio hubo dos, una contó con 79 alumnas y 38 en la otra, ambas con sistema "estadounidense" y con maestras extranjeras, como la señorita Mary Lester.
- 1878: Fundado el Instituto Central en la ciudad de Tegucigalpa.
- 1878: Se establece en la ciudad de Gracias una escuela filarmónica bajo la dirección del Profesor Hilario Hernández.

- Entre 1878 a 1884: Se ordenó la fundación de Escuelas Normales para la formación de maestros hondureños, en las ciudades de Tegucigalpa, Comayagüela, Choluteca, Danlí, Goascorán, Intibucá, Juticalpa, La Paz, Ocotepeque, Santa Rosa de Copán, Yoro.[5]

- 3 de abril de 1879: Es fundada la Universidad Nacional de Occidente con asiento en Santa Rosa de Copán y siendo presidente de la república el Doctor Marco Aurelio Soto, su primer rector fue el Presbítero y Bachiller Jesús María Rodríguez Orellana. Esta Universidad contaba con las carreras de Derecho y Medicina.
- 28 de abril de 1879: Es fundado el Instituto Departamental León Alvarado, en la ciudad de Comayagua.
- 6 de marzo de 1880: Es levantada el Acta que da fe a la apertura oficial de la Escuela Normal en la ciudad de Gracias.
- 25 de enero de 1891: Fundación de la Escuela de Derecho en la ciudad de Comayagua en la administración presidencial de Ponciano Leiva en el Instituto Departamental León Alvarado.
- 1897: Fundación del Instituto La Fraternidad en la ciudad de Juticalpa, Olancho.

## sigloXX
Fueron muchos los sucesos que marcaron este nuevo siglo en Honduras. Guerras civiles e ideológicas y cambios de gobierno mediante golpes de Estado. El estado creó los colegios de segunda enseñanza, previo a ir a las universidades con carreras técnicas y en el nivel escolar implementó las escuelas mixtas. Pero no sería en un gobierno democrático que la Universidad Nacional de Honduras, llamada también “Universidad Central” obtendría su autonomía, mediante Decreto No. 170 de fecha 15 de octubre de 1957.
El Estado de Honduras, administrado bajo la junta militar de los oficiales general Roque Rodríguez, coronel Héctor Caraccioli Moncada y mayor Roberto Gálvez Barnes, aprueba la Ley Orgánica de la Universidad Nacional de Honduras. En tal sentido se renombra como: Universidad Nacional Autónoma de Honduras.
La UNAH, siendo la principal alma mater de la nación, no contaba con un local adecuado y se ideó la Ciudad Universitaria de la UNAH, que se construiría hasta el año 1965 en las afueras de Tegucigalpa y en 1968 es fundada la Biblioteca de la Universidad Nacional Autónoma de Honduras. Pero la afluencia de estudiantes era demasiada y por ello se crearon universidades regionales para satisfacer las demandas estudiantiles:
- la U.N.A.H. V.S. (Universidad Nacional autónoma del Valle de Sula en San Pedro Sula, Cortés);
- C.U.R.C. (Centro Universitario Regional del Centro de Comayagua),
- C.U.R.L.A. (Centro Universitario Regional del Litoral Atlántico),
- C.U.R.N.O. (Centro Universitario Regional Nor Oriental del departamento de Olancho),
- C.U.R.L.P. (Centro Universitario Regional del Litoral Pacífico de Choluteca),
- C.U.R.V.A. (Centro Universitario Regional del Valle del Aguan, Olanchito, departamento de Yoro),
- U.N.A.H.-TEC en la ciudad de Danlí, departamento de El Paraíso.
- C.U.R.O.C. (Centro Universitario Regional de Occidente de Santa Rosa de Copán), asimismo se crearon las modalidades de estudio a distancia: S.U.E.D. (Sistema Universitario de Educación a Distancia) las que se impartían los días sábados por la tarde y domingos hasta mediodía.

También, desde los años 1970, aparecieron varias universidades privadas autorizadas por el Estado, reconocidas por el Ministerio de Educación Pública y la U.N.A.H.

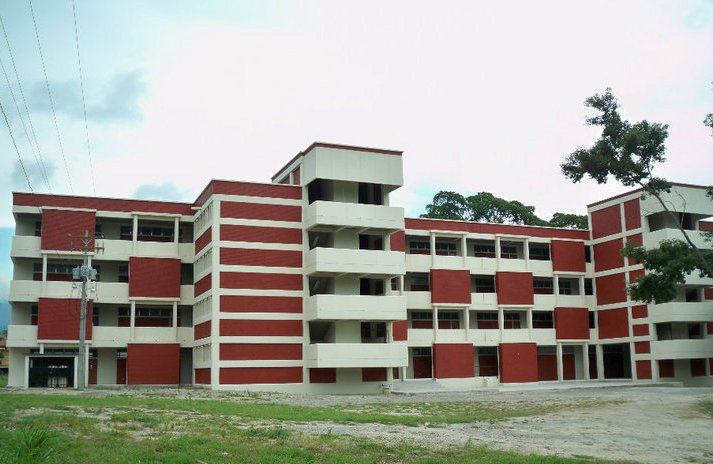
Uno de los edificios de la UNAH-VS de San Pedro Sula

En el año de 1911 es fundado el Instituto Salesiano San Miguel en la ciudad de Tegucigalpa, uno de los centros de educación más prestigiosos del país.
25 de octubre de 1915 El Presidente provisional de la república Abogado Alberto de Jesús Membreño reinstala la Academia Hondureña de la Lengua en Tegucigalpa, M.D.C.
Sucede que en la República de Honduras en 1933 existían 1,184 profesores de enseñanza primaria laborando en 772 escuelas.
1 de febrero de 1940 Se funda la Escuela Nacional de Bellas Artes (E.N.B.A.) mediante gestión en la presidencia del Doctor y General don Tiburcio Carias Andino, nombrándose como director al pintor de origen santarrosense maestro Arturo López Rodezno; la escuela subsiste hasta hoy, en su local original en la calle real de Comayagüela, D.C.
En 1941 es fundada la Escuela Agrícola Panamericana El Zamorano a cargo de gestiones del empresario estadounidense Samuel Zemurray.
El 15 de abril de 1946 es fundado el Instituto San Francisco, en Comayagüela D.C. por miembros de la Orden de San Francisco.  
30 de junio de 1951 Es fundada la Escuela Normal de Señoritas de Villa Ahumada, con la presencia del entonces Secretario de Estado en el despacho de Educación Pública, doctor Carlos M. Gálvez. Graduando su primera promoción de maestras en 1954.
1952 Es fundada la Escuela Nacional de Agricultura (ENA) centro que dio inicio a sus actividades en 1953 con el nombre de “Escuela Granja Demostrativa” dependiente del Ministerio de Agricultura. En 1958 pasó a depender del Ministerio de Educación Pública, denominándose como hoy se conoce.
1956 Es fundada la Escuela Superior del Profesorado Francisco Morazán (ESPFM) por el venezolano Luis Beltrán Prieto Figueroa, con el objeto de modernizar a los docentes del país.
La Universidad Nacional de Honduras, llamada también “Universidad Central” obtendría su autonomía, Mediante Decreto n.º 170. De fecha 15 de octubre de 1957. El Estado de Honduras administrada bajo la junta militar de los oficiales General Roque Rodríguez, Coronel Héctor Caraccioli Moncada y Mayor Roberto Gálvez Barnes, aprueba la Ley Orgánica de la Universidad Nacional de Honduras; en tal sentido, se renombra como: Universidad Nacional Autónoma de Honduras.
1959 Es fundada la Academia Militar de Honduras General Francisco Morazán (AMHGFM) sustituyéndose así a la antigua Escuela Militar de Honduras, de esta nueva entidad castrense se gradúan oficiales en Licenciatura de Ciencias Militares, para las Fuerzas Armadas de Honduras.
El 3 de octubre de 1963 el General Oswaldo López Arellano, derroca mediante golpe de Estado al presidente Villeda Morales, entre sus logros administrativos estuvo la fundación del: Centro Técnico Hondureño-Alemán en San Pedro Sula, finalización del Hospital Escuela donde los pasantes en medicina podrían hacer sus prácticas y año social, se decretó además la Ley Orgánica de Educación, Ley de jubilaciones y Pensiones del Magisterio, y la Ley de Escalafón del Magisterio.
14 de noviembre de 1966 se emite la Ley Orgánica de Educación en Decreto n.º 79 del 14 de noviembre de 1966 que en sus artículos 86,87,88 establece la naturaleza de la evaluación, las atribuciones y competencias de la Secretaría de Educación Pública.
6 de enero de 1969 fue creada mediante Acuerdo No 151 del Poder Ejecutivo de Honduras, a través del Ministerio de Educación Pública. La Escuela Nacional de Ciencias Forestales (ESNACIFOR) en Siguatepeque, departamento de Comayagua.
La UNAH siendo la principal alma mater de la nación, no contaba con un local adecuado y se ideó la Ciudad Universitaria de la UNAH que se construiría hasta el año 1965 en las afueras de Tegucigalpa y en 1968 es fundada la Biblioteca de la Universidad Nacional Autónoma de Honduras. Pero, la afluencia de estudiantes era demasiado y se crearon universidades regionales para satisfacer las demandas estudiantiles: la U.N.A.H. V.S. (Universidad Nacional autónoma del Valle de Sula en San Pedro Sula, Cortés); C.U.R.C. (Centro Universitario Regional del Centro de Comayagua), C.U.R.L.A. (Centro Universitario Regional del Litoral Atlántico), C.U.R.N.O. (Centro Universitario Regional Nor Oriental del departamento de Olancho), C.U.R.L.P. (Centro Universitario Regional del Litoral Pacífico de Choluteca) C.U.R.V.A. (Centro Universitario Regional del Valle del Aguan, Olanchito, Yoro) y U.N.A.H.-TEC en la ciudad de Danlí, El Paraíso y C.U.R.O.C. (Centro Universitario Regional de Occidente de Santa Rosa de Copán), asimismo se crearon las modalidades de estudio a distancia: S.U.E.D. (Sistema Universitario de Educación a Distancia) las que se impartían los días sábados por la tarde y domingos hasta mediodía. También desde los años 70´s aparecieron varias universidades privadas autorizadas por el Estado, reconocidas por el Ministerio de Educación Pública y la U.N.A.H.
1976 El Ministerio de Educación de Honduras autoriza la difusión de la "Universidad al Aire" en su territorio nacional, con el fin de que por medio de las ondas radiales, se produzca un aprendizaje cultural.
1978 Es emitida la Ley de Universidades Privadas mediante Decreto n.º 577-1978, y publicado en el Diario Oficial La Gaceta.
En el mismo año de 1978 son fundadas de carácter privado la Universidad José Cecilio del Valle, (U.J.C.V.) y la Universidad de San Pedro Sula, (U.S.P.S.) mediante Acuerdo n.º 345 de la Junta Militar de Gobierno.
15 de julio de 1980 mediante Decreto Ley n.º 1026 es creado el EL INSTITUTO NACIONAL DE PREVISIÓN DEL MAGISTERIO (INPREMA) como una entidad de derecho público, autónoma, para favorecer a los maestros hondureños.
1986 Es fundada la (U.T.H.) Universidad Tecnológica de Honduras.
1987 Es la fundación de (UNITEC) Universidad Tecnológica Centroamericana, con campus en las ciudades de Tegucigalpa, La Ceiba y San Pedro Sula.
1989 La Escuela Superior del Profesorado General Francisco Morazán mediante Artículo 17 de la “Ley de Educación Superior”, pasa a ser la U.P.N.F.M. Universidad Pedagógica Nacional Francisco Morazán.
1989 Es creado el Consejo Nacional de Educación en apoyo de la Secretaría de Educación Pública.
1990 Los censos de matrículas e estudiantes en este año, indican que el Nivel Preescolar de Educación en Honduras cuenta con una población de 55,592 alumnos, un 10% de la población estudiantil nacional total. El Nivel Primario de Educación, cuenta con una población de 889,346 alumnos y el Nivel Medio de Educación cuenta con 188,275 alumnos.
1993 Fundación de la (UNICAH) Universidad Católica de Honduras Nuestra Señora Reina de la Paz, en Tegucigalpa, M.D.C.
El 3 de agosto de 1994, se emite el Decreto 0719-EP-94 con el cual se crean las modalidades de Educación Bilingüe Intercultural y el Programa Nacional de Educación para las Etnias Autóctonas de Honduras.
Un 18 de marzo de 1996 se emite el la Ley de Modernización del Estado mediante los Decreto No.34-96 y 162-96 con el cual se crean las direcciones departamentales de educación y que inicia el proceso de desconcentración de funciones de la Secretaría del nivel central al nivel desconcentrado.
1996 Es fundada en Tegucigalpa y San Pedro Sula el (C.E.D.A.C.) o Centro de Diseño, Arquitectura y Construcción de Honduras, una Universidad privada.
1997 Celebrándose el VII Taller de las Naciones Unidas y la Agencia Espacial Europea sobre Ciencia Espacial Básica se inauguró formalmente el “Observatorio Astronómico Centroamericano de Suyapa de la Universidad Nacional Autónoma de Honduras (OACS/UNAH)”, con el fin de motivar los avances científicos de los hondureños, este observatorio ésta a cargo de la doctora María Cristina Pineda Suazo, astrónoma hondureña que participó en el congreso de la International Astronomical Union (IAU), sobre la clasificación del planeta Plutón.
15 de noviembre de 1997 se emite el Estatuto del Docente Hondureño, mediante Decreto No. 136-97 donde se establece en el título IV, capítulo III, artículo 30 el proceso y finalidad de la evaluación del personal docente y su respectivo reglamento.

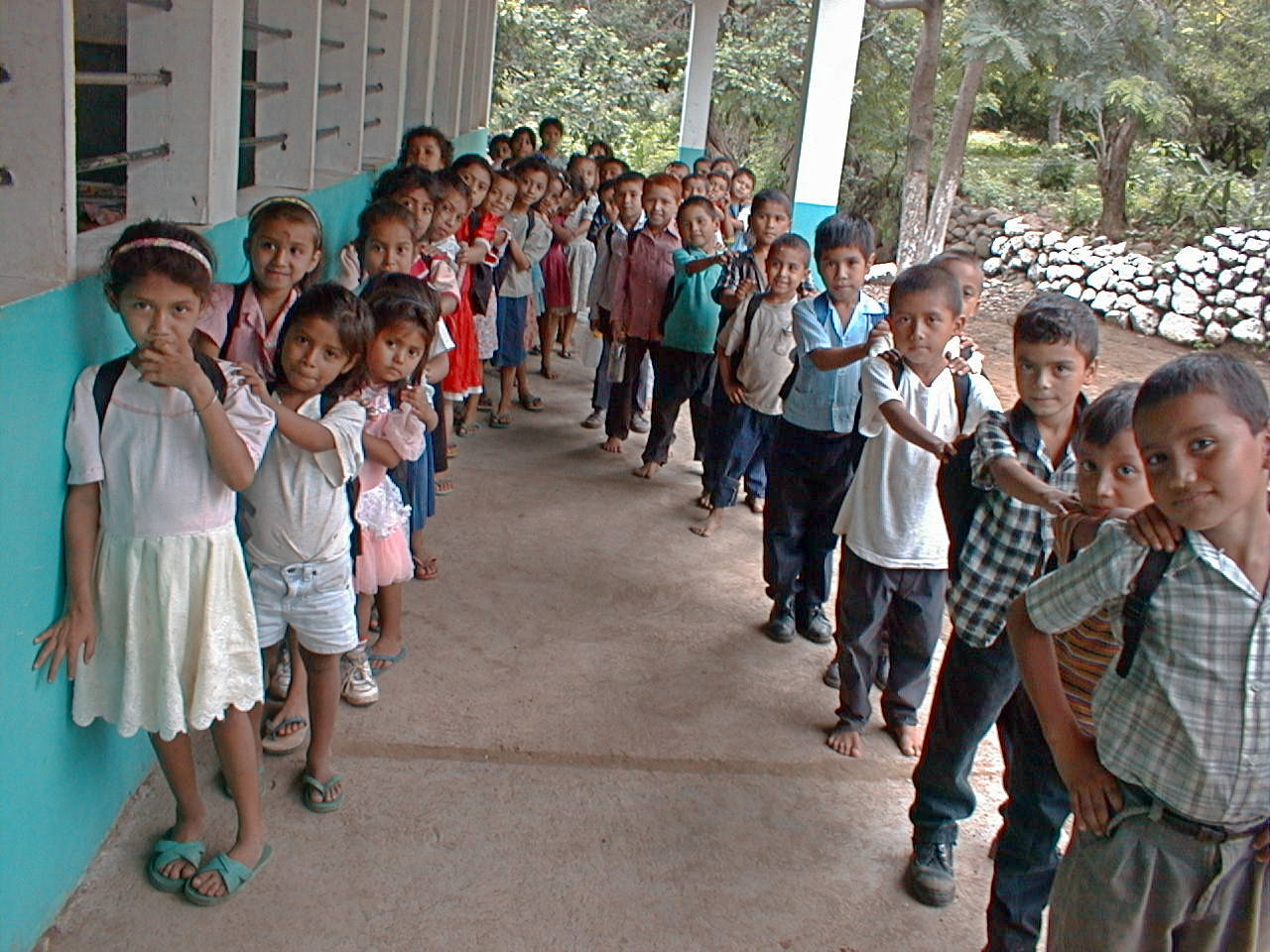
Niños escolares hondureños, haciendo fila para entrar a clases.

## sigloXXI
En el año 2000 los censos de estudiantes realizados por la Secretaría de Educación Pública reflejaban los datos siguientes: El Nivel de Educación Preescolar contaba con 120,141 alumnos, el Nivel de Educación Primaria contaba con 1.108,387 alumnos y el Nivel de Educación Medio contaba con 310,053 alumnos.
El 25 de junio de 2001 el presidente de la República mediante resolución n.º 892001 otorga la Personería Jurídica para la fundación de la Universidad Metropolitana de Honduras la cual empieza a operar a partir de 2002. 
Un 13 de agosto de 2004 es la fundación de la Universidad Cristiana de Honduras (UCRISH), mediante dirección del Ministerio La Cosecha, de San Pedro Sula, Cortés. La nueva universidad abrió sus puertas en 2005, con una matrícula de más de 400 alumnos. 
El 11 de febrero de 2005 es sustituida la “Ley Orgánica de la Universidad Nacional Autónoma de Honduras” emitida mediante Decreto n.º 170 de fecha 15 de octubre de 1957; por una nueva "Ley Orgánica" aprobada por el soberano Congreso Nacional de Honduras según Decreto n.º 209-2004.
2007 Un censo poblacional de la U.N.A.H. realizado en este año, capta que es de más de 30,000 estudiantes.
28 de junio de 2009 Con el golpe de Estado perpetrado al gobierno del señor José Manuel Zelaya Rosales, ocurrieron violentos encuentros callejeros entre simpatizantes de Mel y los contras a éste, por lo que el gobierno provisional decreto “toques de queda” y el año lectivo se acortó en todos los niveles educativos.
- Honduras en el año 2010 ocupó el puesto 140 de la tasa mundial de alfabetización con un 80%.[19]

17 de enero de 2012 Es aprobado por el Congreso Nacional de Honduras la Ley Fundamental de Educación, esta nueva ley sustituye a la Ley General de Educación decretada en 1966.
En el año 2013, siendo año de campañas políticas y elecciones generales presidenciales, el año lectivo cumplió sin ninguna obstrucción.
A finales del año 2015 los estudiantes de la Universidad Nacional Autónoma de Honduras comenzaron las pláticas con la administración rectoral, con el fin de que gestione de buena manera el dinero destinado para el centro universitario; a partir del mes de marzo de 2016 los estudiantes comenzaron con las huelgas y a tomarse las sedes en represalias, para el mes de junio del mismo año, dieciocho carreras pierden el tercer periodo académico.

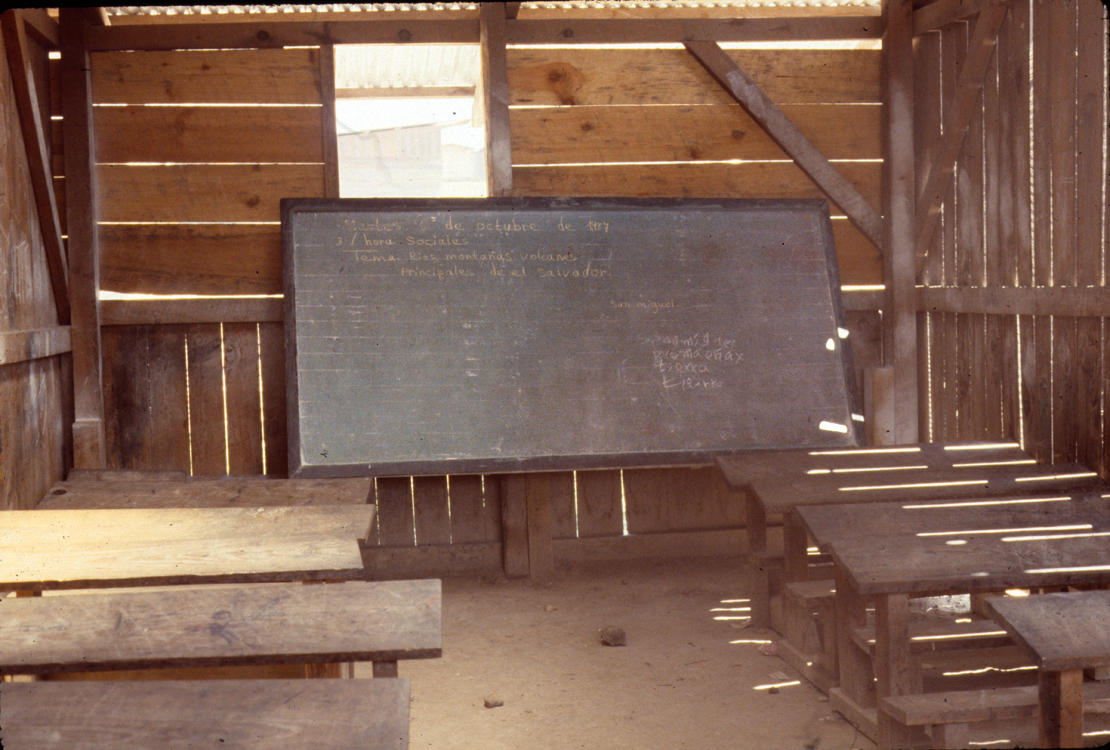
En pleno, así es el aspecto de algunas escuelas primarias en Honduras.

El estado de Honduras se dedicó a invertir entre 2001 a 2015, 18 mil millones de Lempiras (US$ 933 millones de dólares) en proyectos sociales de educación, salud y cultura correspondientes al 35% del presupuesto de la estrategia de reducción de la pobreza. Esta inversión es una componente extra, sobre el presupuesto ya dedicado y preestablecido para estos sectores.
De estos 18 millones de Lempiras no so solo no se han visto inversiones en cultura y educación, si no en su lugar se han comenzado a cerrar museos, y se ha comenzado a cerrar 16 centros de estudios de educación media (escuelas y colegios), limitando a la mitad el número de estudiantes que ser atendidos por el sistema de educación pública dejando a miles de niños sin el derecho humano de la educación gratuita y que el estado además llama obligatoria.
- En el mes de septiembre de 2016, el Ministerio de Educación Pública de Honduras acordó suprimir las Escuelas Normales[Nota 1] con el fin de que los próximos maestros, salgan egresados ya no de una institución secundaría, sino de la Universidad Pedagógica Nacional Francisco Morazán con una carrera específica con la cual pueda desempeñarse en las aulas hondureñas.

- En el mismo mes de septiembre, se conoce que los alumnos de la Escuela Nacional de Bellas Artes han abandonado la sede de la escuela localizada en Comayagüela, D.C. ya que el edificio presenta severos deterioros en su construcción.

## Legislación
- Ley Orgánica de la Educación Pública de Honduras, Decreto 79-1966.
- Ley Orgánica de la Universidad Nacional Autónoma de Honduras, Decreto n.º 209-2004.

Ley Fundamental de Educación